# Sweet Jazz Trio
Sweet Jazz Trio var ett svenskt jazzband som bildades 1992 och har bestått av Lasse Törnqvist (kornett och kapellmästare), Mats Larsson (gitarr) och sedan 1995 Hans Backenroth (bas).
Sweet Jazz Trio har samarbetat med bland andra Monica Borrfors och Isabella Lundgren. 
Sweet Jazz Trio gav hösten 2019 ut sitt 15:e album vilket kommer att vara det sista eftersom Lasse Törnqvist beslutat att lämna gruppen av hälsoskäl. Sweet Jazz Trio har haft stora framgångar i Japan, där de kommit att vara en av de mest framgångsrika jazzgrupperna från Europa.
Gruppens två övriga medlemmar Mats Larsson and Hans Backenroth kommer att fortsätta sitt samarbete som Sweet Jazz Duo med en gästartist. Deras första gäst blev hösten 2019 trumpetaren Jan Allan.

## Diskografi
- 1996 – Soft Sound from a Blue Cornet (Arietta ADCD 10)
- 1998 – Soft & Quiet (Arietta ADCD 18)
- 2000 – Very Swedish (Arietta ADCD 21)
- 2002 – Sweet Jazz Trio Live (Arietta ADCD 29)
- 2004 – I Left My Heart in San Francisco (Spice Of Life SOLJ-0017)
- 2004 – Very Personal (Spice Of Life SOLJ-0020)
- 2005 – My Romance (Spice Of Life SOLJ-0023)
- 2007 – As Time Goes By  (Spice Of Life SOLJ-0025)
- 2009 – Little Girl Blue (Spice Of Life SOLPB-001)
- 2011 – Sweet Ballads  (Spice Of Life SOLSV-0019)
- 2017 – What A Wonderful World - To Louis With Love   (Spice Of Life SOLSV-0039)
- 2019 –The Last Album - Live in Sala  (Spice Of Life SOLSV-0044)

Med Monica Borrfors
- 2002 – A Certain Sadness (Arietta ADCD 23)
- 2005 – Remembering Billie (Arietta ADCD 36)

Med Isabella Lundgren
- 2013 – Why Try To Change Me Now   (Spice Of Life SOLSV-0028)